# Делта (дим)
Делта (греч. Δήμος Δέλτα) — община (дим) в Греции в периферийной единице Салоники в периферии Центральная Македония. Население 45 839 жителей по переписи 2011 года. Площадь 311,094 квадратного километра. Плотность 147,35 человека на квадратный километр. Административный центр — Эвозмон. Димархом на местных выборах 2019 года избран Иоаннис Иоаннидис (Ιωάννης Ιωαννίδης). Название получила от дельты рек Аксиос, Альякмон и Галикос (Эхедорос).
Создана в 2010 году (ΦΕΚ 87Α) по программе «Калликратис» при слиянии упразднённых общин Аксиос, Халастра и Эхедорос.